# マツコ、リアルする
『マツコ、リアルする』（まつこ、りあるする）は、日本テレビ系列で2025年1月4日に放送されたバラエティ番組。マツコ・デラックスの冠番組。

## 概要
「マツコ、リアルする」は、自宅とテレビ局の往復のみで生活するマツコ・デラックスが日本のカルチャーを実際に体験（リアル）し、お届けする番組。放送後には、地上波未公開部分を含むディレクターズカット版をNetflixで世界配信する。
総合演出は、『月曜から夜ふかし』『世界の果てまでイッテQ!』などを手がける古立善之が担当する。

## 出演者

### メイン
- マツコ・デラックス

### ゲスト
- 千葉雄喜[3]

## テーマ曲
- オープニング『美しく青きドナウ』（作曲：ヨハン・シュトラウス2世）
- エンディング『悲しみがとまらない』（歌：杏里）

## スタッフ
- 総合演出：古立善之
- ナレーター：窪田等
- 構成：桜井慎一
- TM：矢込宏敬
- カメラ：三好陽人、水谷元保、小菅裕太
- 編集：佐藤弘一
- MA：丸山輝幸
- CGデザイン：デジデリック
- 音響：岡田淳一
- 美術：稲本浩
- 美術協力：日テレアート
- 技術協力：セッターズ、ヌーベルバーグ、スタジオヴェルト
- 制作デスク：津下佳子
- TK：藤井ひと美
- コンテンツビジネス：中野孝法
- リサーチ：ビスポ
- カラオケ音響協力：DAM
- 写真協力：アフロ、イメージマート
- ディレクター：須原翔、春山正宏 / 阿部一樹、横尾翼、髙橋知也
- チーフディレクター：尾之上祐太
- プロデューサー：沢田健介、小倉寛太 / 吉田一浩、髙橋孝平、古賀絢子
- チーフプロデューサー：矢野尚子
- 制作協力：モスキート
- 製作著作：日本テレビ